# Malliganahalli, Holenarsipur
Malliganahalli là một làng thuộc tehsil Holenarsipur, huyện Hassan, bang Karnataka, Ấn Độ.